# Сигэнобу, Фусако
Фусако Сигэнобу (яп. 重信 房子 Сигэнобу Фусако, родилась 28 сентября 1945 года, Токио) — основательница и руководительница милитаризированной коммунистической группы «Красная армия Японии».
Дочь профессора, с отличием окончившая университет Мэйдзи, ставшая идеологом и лидером японской Красной Армии. Сигэнобу уехала в Ливан, где создала «интернациональную» группировку в содействии с Народным фронтом освобождения Палестины. В мае 1972 года в израильском аэропорту «Лод» в устроенной японскими леворадикальными террористами перестрелке погибло 28 человек, включая Цуёси Окудайро — мужа Сигэнобу.
В ноябре 2000 года была арестована в Осаке, в 2006 году была приговорена к 20 годам заключения по обвинению в причастности к нападению на посольство Франции в Гааге в 1974 году и подделке документов (Верховный суд в 2010 году подтвердил приговор). В апреле 2001 года Сигэнобу, находясь в тюрьме, объявила о роспуске «Красной армии Японии». Фусако Сигэнобу должна была выйти на свободу в 2027 году, но вышла на свободу 28 мая 2022 года.
Имеет дочь Мэй Сигэнобу (род. 1 марта 1973).

## Кинематограф
«Объединённая Красная армия» — художественный фильм, посвящённый Объединённой Красной Армии и Красной армии Японии. Премьера фильма состоялась 26 августа 2007 года (Япония). Режиссёр — Кодзи Вакамацу. В роли Сигэнобу — Анри Бан.
В 2010 году был снят документальный фильм «Дети революции», в котором дочь Сигэнобу, Мэй, рассказывает свои мысли о матери.